# Denis Hart
Mons. Denis James Hart (* 16. května 1941, Melbourne) je australský katolický kněz a biskup, v letech 2001-2018 arcibiskup melbournský. Papež František jej 28. října 2016 jmenoval členem Kongregace pro bohoslužbu a svátosti.
Je rytířem Řádu Božího hrobu a emeritním velkopřevorem jeho místodržitelství v Austrálii - Victoria.